# Diocesi di Canindeyú
La diocesi di Canindeyú (in latino Dioecesis Canindeyuensis) è una sede della Chiesa cattolica in Paraguay suffraganea dell'arcidiocesi di Asunción. Nel 2024 contava 211.138 battezzati su 239.386 abitanti. È retta dal vescovo Roberto Carlos Zacarías López.

## Territorio
La diocesi comprende i municipi paraguaiani del dipartimento di Canindeyú.
Sede vescovile è la città di Katueté, dove si trova la cattedrale del Sacro Cuore di Gesù.
Il territorio si estende su 14.667 km² ed è suddiviso in 12 parrocchie.

## Storia
La diocesi è stata eretta il 10 febbraio 2024 da papa Francesco con la bolla Alteri alterius, ricavandone il territorio dalla diocesi di Ciudad del Este.

## Cronotassi dei vescovi
Si omettono i periodi di sede vacante non superiori ai 2 anni o non storicamente accertati.
- Roberto Carlos Zacarías López, dal 10 febbraio 2024

## Statistiche
La diocesi, al momento dell'erezione nel 2024, su una popolazione di 239.386 persone contava 211.138 battezzati, corrispondenti all'88,2% del totale.
| anno | popolazione | popolazione | popolazione | presbiteri | presbiteri | presbiteri | presbiteri                | diaconi | religiosi | religiosi | parrocchie |
| anno | battezzati  | totale      | %           | numero     | secolari   | regolari   | battezzati per presbitero | diaconi | uomini    | donne     | parrocchie |
| ---- | ----------- | ----------- | ----------- | ---------- | ---------- | ---------- | ------------------------- | ------- | --------- | --------- | ---------- |
| 2024 | 211.138     | 239.386     | 88,2        | 18         | 11         | 7          | 11.729                    |         | 8         | 22        | 12         |